# Eduardo Fournier
Eduardo Antonio Furniel Arriagada, conocido deportivamente como Eduardo Fournier (Talca, Chile, 2 de enero de 1956), es un exfutbolista chileno. Jugó de guardameta en Deportes Aviación, Cobreloa, Fernández Vial, Universidad de Chile, Provincial Osorno y Audax Italiano. También fue titular por la selección de fútbol de Chile en los Juegos Olímpicos de Los Ángeles 1984.

## Trayectoria
Llegó al fútbol con su querido Club Santa Ana Talca, el club de la Cruz de Malta, defendiendo estos colores del fútbol amateur tras participar en un campeonato nacional amateur en 1974 en Talca , defendiendo los colores de Talca. Luego, alcanzó su mejor nivel en el equipo de Cobreloa de la década de 1980, teniendo su momento de gloria en el campeonato nacional logrado en 1985, donde mantuvo durante 1.012 minutos su portería invicta, transformándose quizá en la figura principal del equipo, récord que después sería superado por José María Buljubasich en el Clausura 2005.
De fuerte personalidad y buena ubicación bajo los tres palos, el «Loco» Fournier participó también en Fernández Vial y en el regreso de Universidad de Chile a Primera División en 1989, jugando en el ascenso con los azules obtuvo el récord de imbatibilidad en Segunda División al estar 765 minutos sin recibir goles en la categoría de plata, récord que después sería superado por Luis Godoy con Deportes Antofagasta y también en 2005. Otros equipos en los que jugó fueron Provincial Osorno y Audax Italiano, club en el que se retiró.
Actualmente, se desempeña como preparador de guardametas y ayudante técnico del club de deportes Cobreloa de Calama.

## Selección nacional
Ha sido internacional con la selección de fútbol de Chile en categoría olímpica, jugando cuatro partidos en los Juegos Olímpicos de Los Ángeles 1984, llegando a cuartos de final del torneo, instancia en la que cayó por 0-1 ante Italia. También participó en los Juegos Panamericanos de 1987 donde el equipo chileno logró la medalla de plata al caer derrotado por 2-0 en la prórroga ante Brasil.

### Participaciones en Juegos
| Juegos                               | Sede           | Resultado        |
| ------------------------------------ | -------------- | ---------------- |
| Juegos Olímpicos de Los Ángeles 1984 | Estados Unidos | Cuartos de final |
| Panamericanos de Indianápolis 1987   | Estados Unidos | Medalla de Plata |

## Vida personal
Posteriormente ha desarrollado la carrera técnica, orientándose al trabajo especializado con porteros. Su esposa es Cecilia Ibarra y sus hijos Harold, Tamara y Gianni. Gianni preparador físico, Harold es teniente de Carabineros de Chile, Tamara estudiante de medicina en la Universidad.

## Clubes
| Club                 | País  | Año       |
| -------------------- | ----- | --------- |
| Deportes Aviación    | Chile | 1975-1976 |
| Deportes Concepción  | Chile | 1977      |
| Deportes Aviación    | Chile | 1978-1980 |
| Cobreloa             | Chile | 1981-1987 |
| Fernández Vial       | Chile | 1988      |
| Universidad de Chile | Chile | 1989-1991 |
| Provincial Osorno    | Chile | 1992      |
| Audax Italiano       | Chile | 1993-1994 |

## Palmarés

### Campeonatos nacionales
| Título           | Club                 | País  | Año  |
| ---------------- | -------------------- | ----- | ---- |
| Primera División | Cobreloa             | Chile | 1980 |
| Primera División | Cobreloa             | Chile | 1982 |
| Primera División | Cobreloa             | Chile | 1985 |
| Copa Chile       | Cobreloa             | Chile | 1986 |
| Primera B        | Universidad de Chile | Chile | 1989 |
| Primera B        | Provincial Osorno    | Chile | 1992 |

### Títulos internacionales
| Título                            | Club (*)                     | País           | Año  |
| --------------------------------- | ---------------------------- | -------------- | ---- |
| Medalla de plata en Panamericanos | Selección de fútbol de Chile | Estados Unidos | 1987 |

(*) Incluyendo la Selección